# Kvíslavatn
Der Kvíslavatn ist ein See von 12 km Länge im Hochland von Island. Er liegt auf 605 m ü.N. Seine Fläche beträgt 20 km².

## Geografie
Der See befindet sich im Westen der Sprengisandur-Hochlandpiste südöstlich vom Hofsjökull. 
Der Kvíslavatn gehört zu einer Kette von vier miteinander verbundenen Seen in der Gegend der Þjórsárver und ist deren größter. Diese Seen entstanden in Zusammenhang mit dem Aufstauen des Flusses Þjórsá ab 1980.